# João Martins (fotógrafo)
 João Martins (Cidade da Praia, Cabo Verde, 23 de Outubro de 1898 — Lisboa, 1972) foi um fotógrafo português.

## Biografia
Filho do capitão António Tiago Martins e de Maria Felismina d’Ornelas Pinto Coelho, nasce em Cabo Verde, onde seu pai se encontrava em serviço. A família intala-se em Lisboa cerca de 1900.
Dedica-se à fotografia a partir de 1916; participa em concursos, colabora na revista Ilustração e no Magazine Bertrand. Irá trabalhar como repórter em O Século Ilustrado e na Flama até 1931, ano em que conhece Leitão de Barros, dedicando-se a partir daí à fotografia de cena. Até à data da sua morte participa na documentação e divulgação de mais de quarenta filmes portugueses. Foi diretor de fotografia no filme A Morgadinha dos Canaviais, 1949. Entre os realizadores com os quais trabalhou destaquem-se Jorge Brum do Canto, Leitão de Barros, Arthur Duarte e Manuel Guimarães. "Mítico fotógrafo de cena de dezenas e dezenas de filmes do antigamente", João Martins terá sido "quem mais pôs a fotografia ao serviço do cinema português", ficando para sempre ligado à sua história.
Em paralelo com o trabalho ligado ao cinema manteve produção fotográfica com características diversas; segundo António Sena, "João Martins é [...] um marco no cruzamento da fotografia de Salon ligada ao Regime com a fotografia profissional e a fotografia de autor".
Tem colaboração noutras publicações, entre as quais: Vida Mundial Ilustrada; Portugal Ilustrado;  revista ABC; National Geographic Magazine. Participou em diversos salões de fotografia; em 1949 a publicação inglesa "Photograms of the Year" – seleção mundial das melhores fotografias do ano –, publica uma imagem sua. Foi-lhe atribuído o Prémio de Melhor Fotografia, S.N.I., 1954 (pela fotografia no filme Episódio Pastoril) e, em 1958, venceu uma medalha de prata no Salão Internacional de Munique. Publicou artigos sobre fotografia em revistas como Objectiva (desde 1938) e Fotografia (1954-1955). O Arquivo Nacional de Fotografia detém um espólio de cerca de 30.000 negativos de sua autoria e, em 1997, realizou-se a sua primeira exposição individual – Os Putos –, com catálogo editado pelo Instituto Português de Museus, estando em preparação no Arquivo Nacional de Fotografia mostras individuais abordando outras linhas temáticas da sua obra.